# Речица об Савињи
Речица об Савињи (словен. Rečica ob Savinji) је насељено место и седиште истоимене општине у Савињској регији, Словенија.

## Историја
До територијалне реорганизације у Словенији била је у саставу старе општине Мозирје.

## Становништво
У попису становништва из 2011. године, Речица об Савињи је имала 489 становника.
| Број становника према пописима | Број становника према пописима | Број становника према пописима |
| ------------------------------ | ------------------------------ | ------------------------------ |
| 1991                           | 2002                           | 2011                           |
| 555                            | 538                            | 489                            |

Напомена: Године 2016. извршена је мања размена територија између насеља Речица об Савиња и Сподња Речица.